# Nasser Al-Attiyah
Nasser Saleh Al Attiyah (en árabe: ناصر العطية) (Doha, Catar; 21 de diciembre de 1970) es un deportista y piloto de rally catarí. En los Juegos Olímpicos de Londres 2012 logró la medalla de bronce en skeet, modalidad que consiste en tiro al plato. Es comúnmente reconocido como uno de los mejores pilotos de la historia del rally. Ha sido campeón del Campeonato Mundial de Rally de Producción en 2006 y del Campeonato Mundial de Rally-2 en 2014 y 2015. Obtuvo la Copa Mundial de Rally Cross-Country de la FIA en los años 2008, 2015, 2016, 2017 y 2021, y diecinueve veces el Campeonato de Oriente Medio de Rally. En el Rally Dakar, obtuvo el triunfo en 2011, 2015, 2019, 2022 y 2023, el segundo puesto en 2010, 2016, 2018, 2020 y 2021, y el tercero en 2014, logrando en total 45 victorias de etapa. A su vez, ganó el Campeonato Mundial de Rally Raid de la FIA en 2022, 2023 y 2024 y la Copa Mundial de Bajas Cross-Country de la FIA en 2023.
Desde marzo de 2013 es encargado de la Categoría de Rally de la Comisión de Pilotos de la FIA junto a Daniel Elena y Marcus Gronholm.
Al Attiyah es primo hermano del actual Emir de Catar, una relación que le vale el tratamiento de jeque.

## Trayectoria
Debutó en 1989 en las competencias de rally pero durante siete años no pudo competir debido a que el presidente de la Federación de su país pertenecía a una familia rival de los Al Attiyah y promocionó a otros pilotos. Esta situación le hizo optar por el tiro olímpico, que le llevó a los Juegos Olímpicos de Atlanta 1996, Sídney 2000 (donde ocupó el sexto lugar) y Atenas 2004, dónde se quedó a las puertas de la medalla, que perdió en el desempate contra un atleta cubano y quedando en el cuarto lugar. Cuando un primo suyo asumió la presidencia del automovilismo de su país volvió a las competiciones de rally.

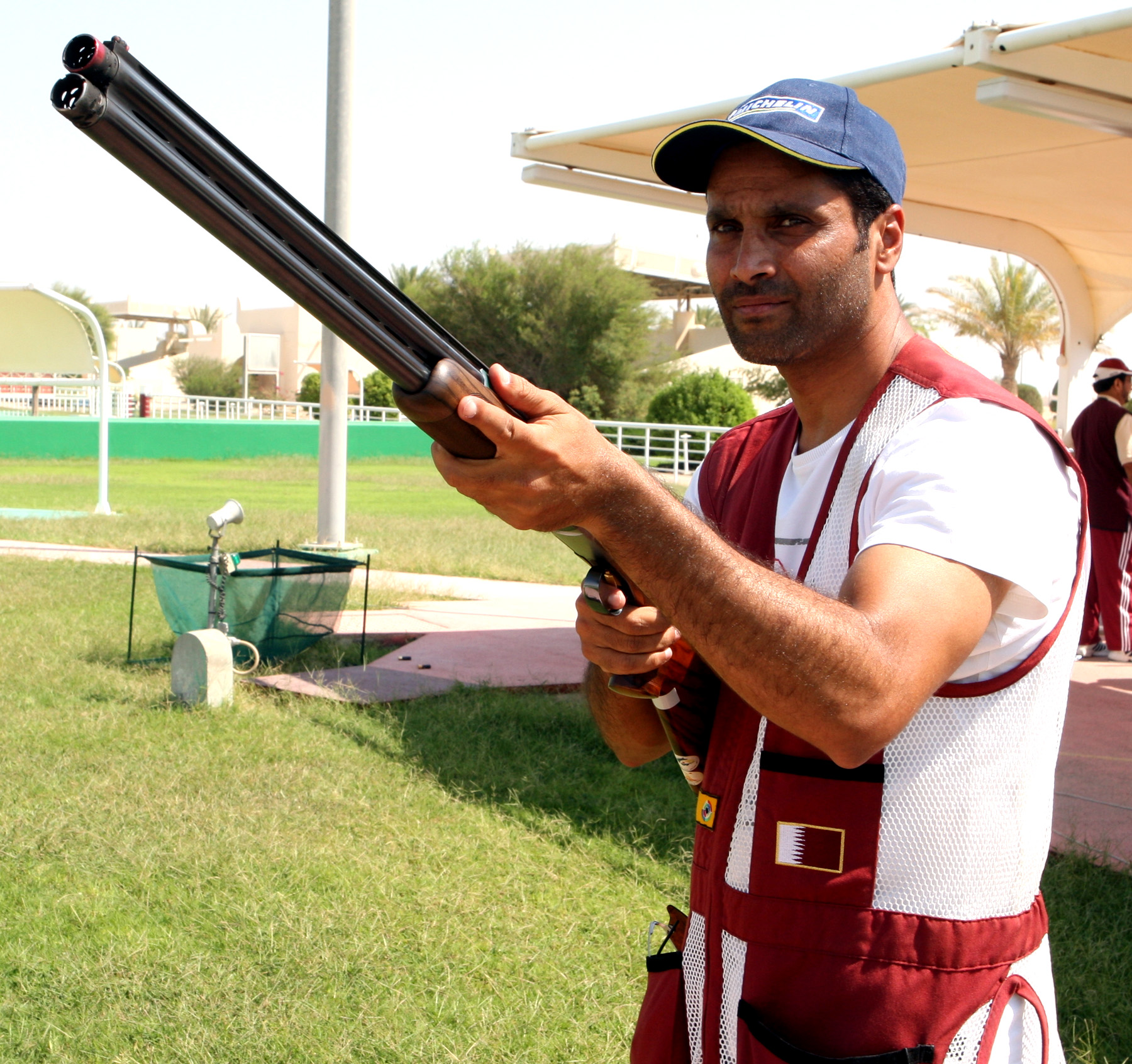
Al-Attiyah en 2011 en práctica de tiro olímpico.

### Campeonato Mundial de Rally

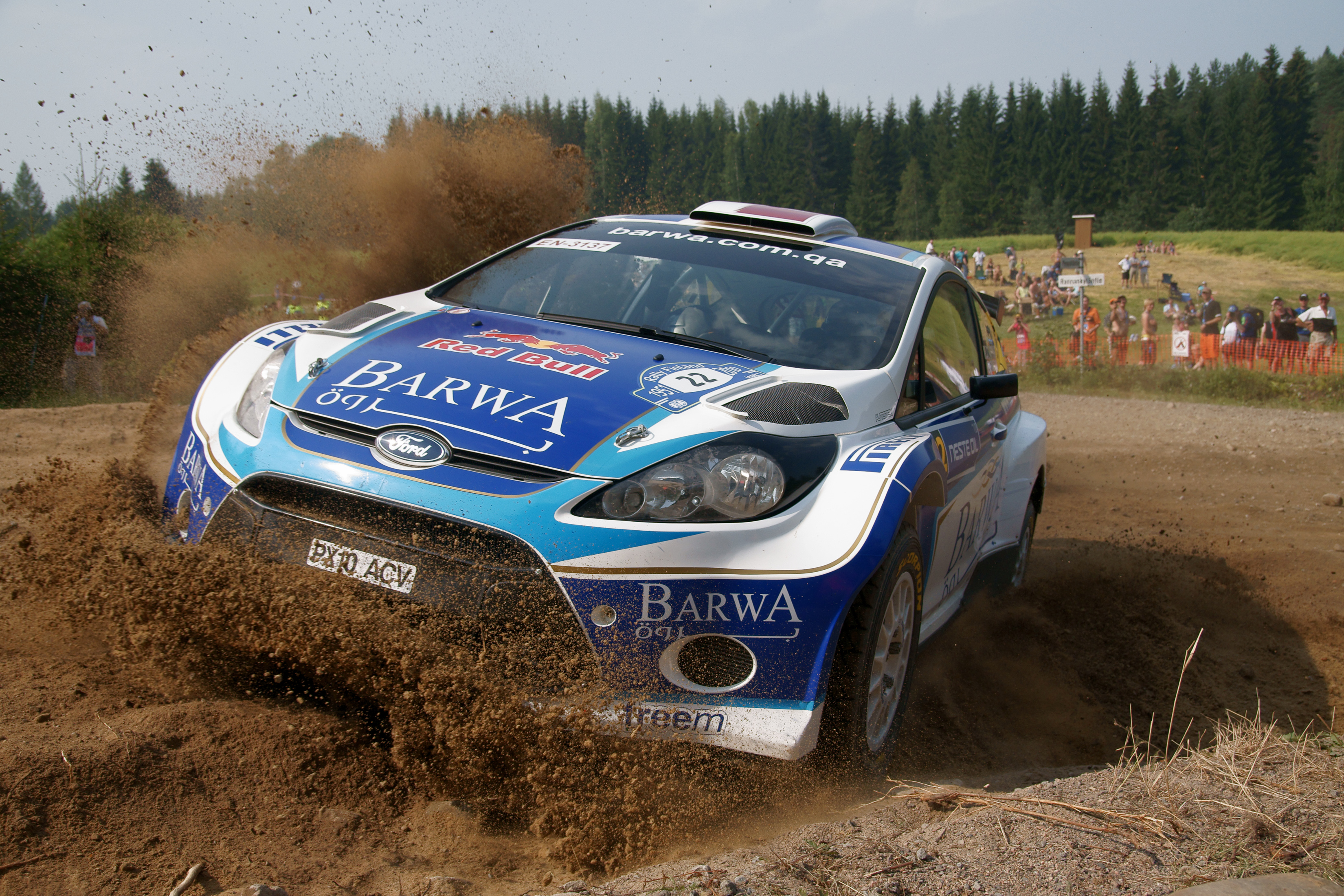
Al-Attiyah en el Rally de Finlandia de 2010.

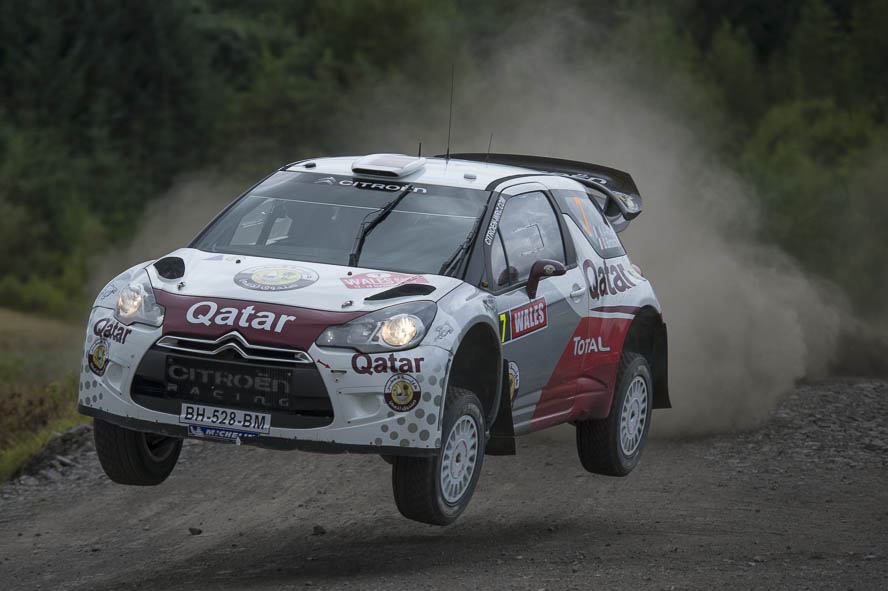
Nasser en Gran Bretana 2012.

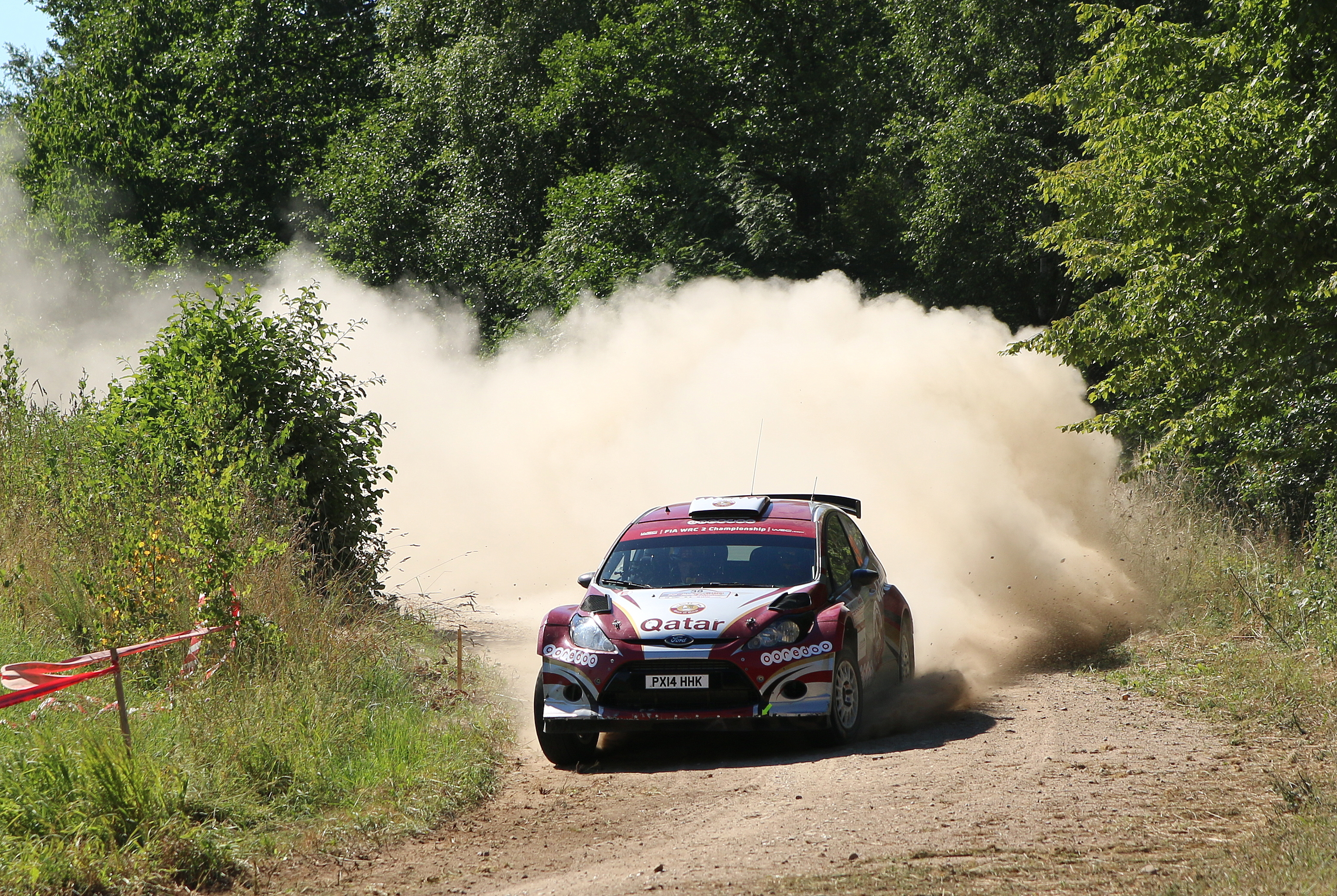
Al-Attiyah en el Rally de Polonia de 2015.

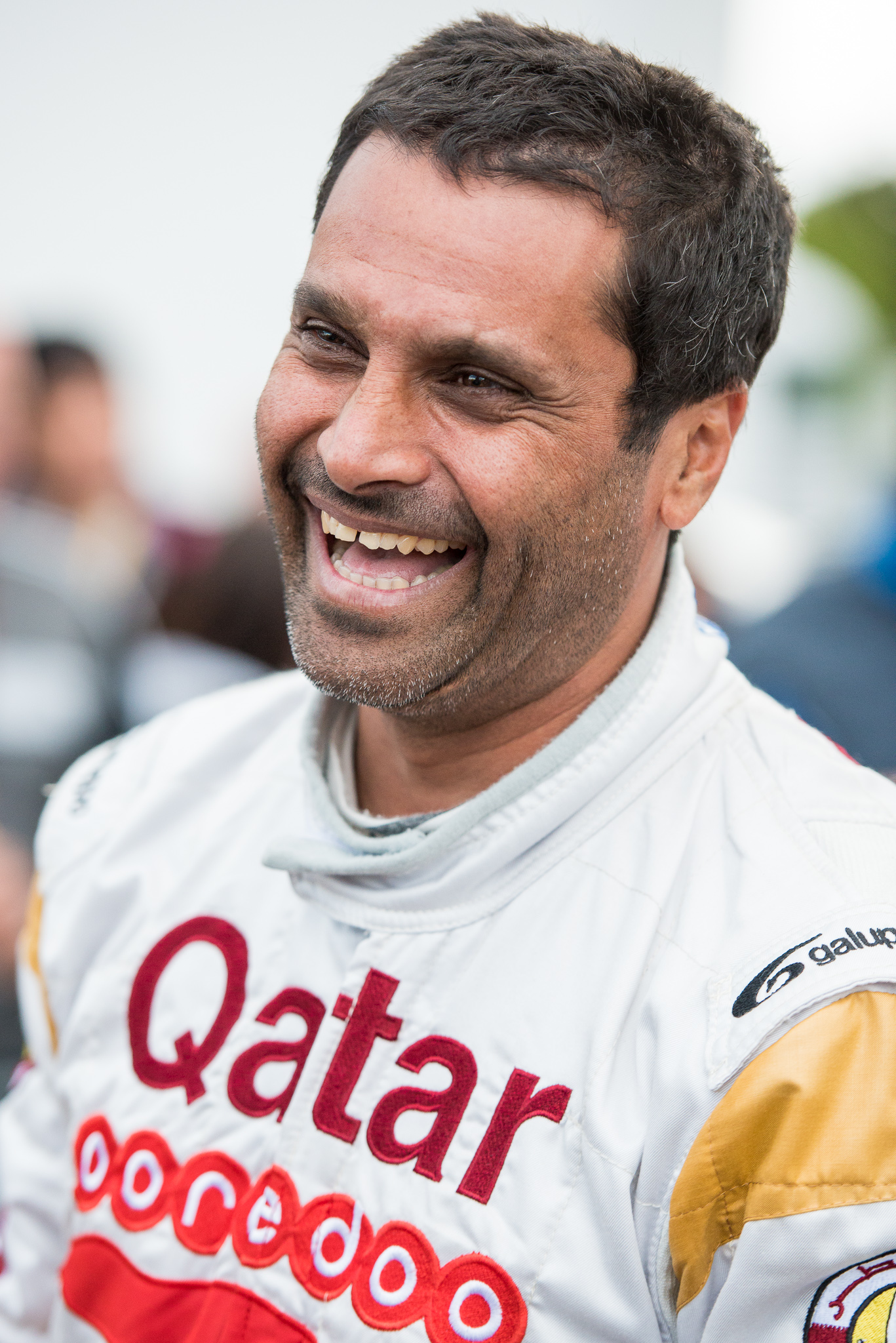
Al-Attiyah en 2014.

#### PWRC
En las competiciones de rally ha disputado el Campeonato Mundial de Rally de Automóviles de Producción desde 2004 hasta 2009, siempre pilotando un Subaru Impreza. Fue campeón en 2006, subcampeón en 2005 y tercero en 2009. Logró cinco victorias de clase en el Rally de Argentina 2005, 2006 y 2009, el Rally Acrópolis 2006 y el Rally de Cerdeña 2009.
Su mejor resultado absoluto fue un octavo puesto en el Rally de Argentina 2009, que le otorgaron dos puntos y un 18º puesto en la clasificación general de 2009.

#### SWRC
En 2010, Al-Attiyah pasó a disputar el Campeonato Mundial de Rally Super 2000 con el equipo Barwa. Disputó tres fechas con un Škoda Fabia y dos con un Ford Fiesta. Su mejores resultado fue cuarto en Jordania, y se colocó séptimo en el campeonato de pilotos.
El piloto siguió corriendo en el SWRC 2011 con un Ford Fiesta de Barwa. Acabó segundo en Alemania y España, en tanto que resultó cuarto en Cerdeña y sexto en Grecia. Por tanto, repitió el séptimo puesto de campeonato.

#### WRC
Al-Attiyah fichó por la marca Citroën para competir en la temporada 2012 del Campeonato Mundial de Rally a bordo de un Citroën DS3 WRC del equipo semioficial Qatar World Rally Team. Resultó cuarto en Portugal, sexto en México, octavo en Alemania, noveno en Argentina y Décimo en Gran Bretaña, de modo que se colocó 12º en el campeonato de pilotos.
En 2013 siguió corriendo con el Qatar World Rally Car pero cambiando el Citroën DS3 por el Ford Fiesta RS WRC. Nasser se inscribió en la segunda prueba del campeonato del mundo pero no participó porque enfermó días antes de la prueba. Resultó quinto en México, Portugal y Grecia, por lo que culminó 11º en el campeonato.

#### WRC 2
En 2014, Al-Attiyah pasó a disputar el WRC 2 con un Ford Fiesta RRC. Se coronó campeón con cuatro victorias en Portugal, Argentina, Australia y España. En 2015 repitió título, luego de obtener tres triunfos en México, Portugal y Australia, un tercer puesto en Cataluña, un cuarto en Alemania y un quinto en Cerdeña.

### Rally Dakar
Al-Attiyah ha participado en varias ediciones del Rally Dakar. En su debut en 2004, obtuvo un 10º puesto en con un Mitsubishi, lo que hizo que BMW le confiará su volante los tres años siguientes. En 2005 abandonó en la 9.ª etapa; 2006, donde abandonó en la 8ª etapa; 2007, donde quedó 6º con una victoria de etapa. En el 2009, disputado por primera vez en Sudamérica, Al-Attiyah ganó un total de 2 etapas, pero abandonó en la 6.ª etapa tras tener problemas técnicos relacionados con su GPS.

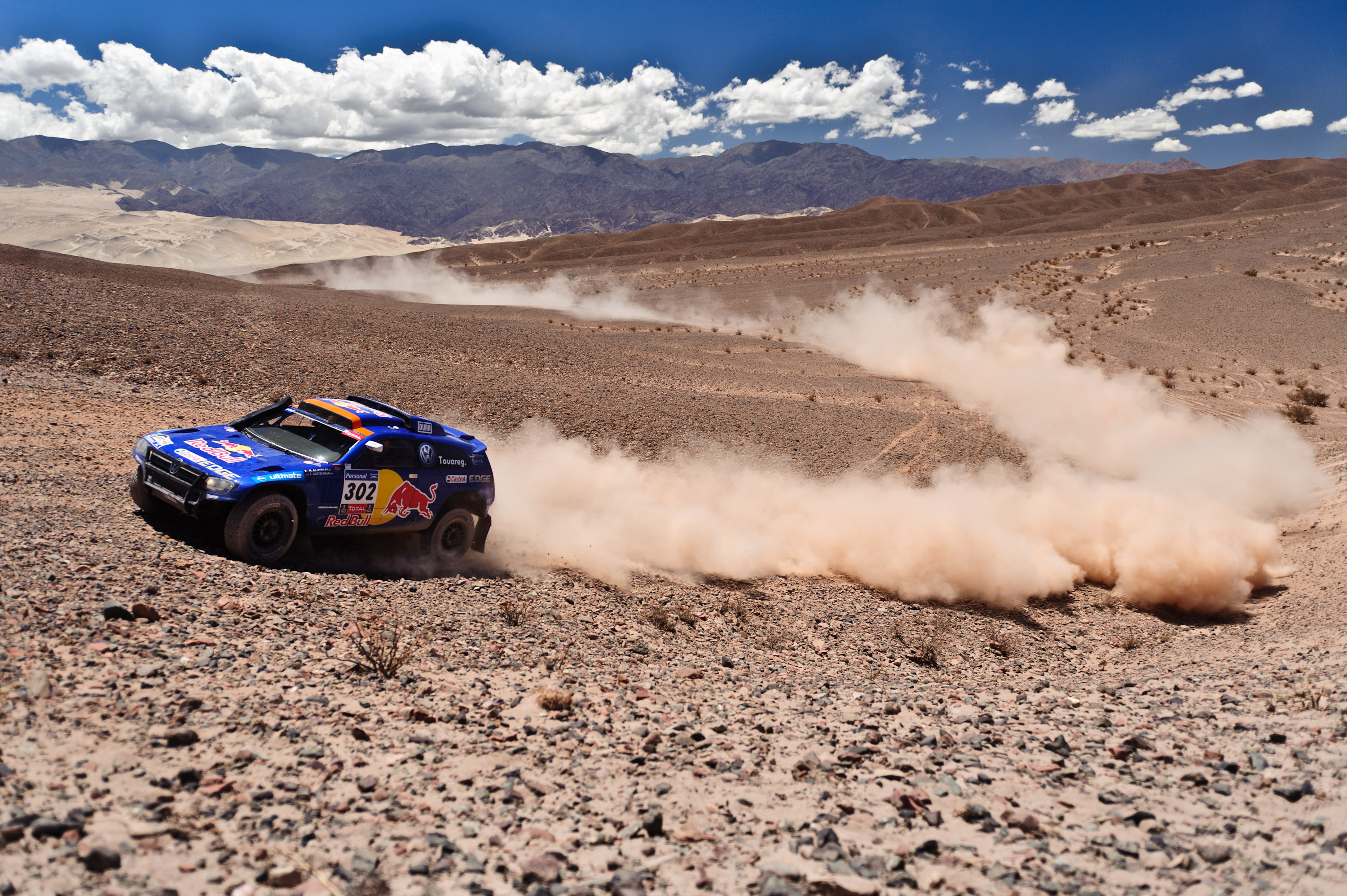
Al-Attiyah en la etapa Copiapó-Chilecito del Dakar 2011.

Volkswagen contrató a Al Attiyah para disputar el Dakar 2010 con un Volkswagen Touareg. Nasser finalizó en segunda posición en la categoría de coches, detrás del campeón de WRC y compañero de equipo, Carlos Sainz, tan solo 2:32 minutos más tarde que el español (la victoria más apretada de la historia del Rally Dakar). Ganó la edición de 2011 escoltado por sus compañeros de equipo Giniel De Villiers y Carlos Sainz, en segundo y tercer lugar respectivamente.
En el 2012 le alquiló una Hummer a Robby Gordon, tuvo innumerables irregularidades con la misma, y finalmente tuvo que abandonar el Rally, siendo el campeón vigente. En 2013 decidió crearse su propio equipo y su propio vehículo, siendo este un Buggy de Demon Jefferies. En su equipo también contaba con Carlos Sainz su excompañero de equipo en el Dakar con Volkswagen. Tras ganar 3 etapas tuvo que abandonar en la 10.ª al estrellarse contra un árbol, pero demostró que el buggy tiene un gran potencial.
Al-Attiyah pasó a pilotar un Mini privado preparado por X-Raid en 2014, donde ganó tres etapas para acabar tercero. El catarí fue ganador del Rally Dakar de 2015 con Mini, manteniendo el liderazgo en la general desde la segunda etapa hasta el final de la prueba. En 2016 obtuvo dos victorias de etapa y terminó segundo a 35 minutos de Stéphane Peterhansel.
En Rally Dakar de 2017 pasó al equipo Toyota teniendo como compañero al excampeón Nani Roma. En el comienzo del Dakar se adjudicó la victoria de la primera etapa tras correr los últimos 10 km de la especial con el motor casi en llamas. El equipo pudo reparar el problema y Nasser pudo seguir corriendo. Llegada la etapa 4 se vio obligado a retirarse tras sufrir un accidente y perder la rueda trasera izquierda. En el 2018 tuvo un buen inicio al ganar la primera etapa, pero no le alcanzó para volver a campeonar quedando segundo a 44 minutos de su excompañero de equipo Carlos Sainz con 4 etapas ganadas.
En 2019, el catarí lideró la clasificación general durante casi toda la competencia y se llevó el triunfo sobre Nani Roma de MINI. Al año siguiente, volvió a caer frente a Carlos Sainz (MINI) por una diferencia de cuatro minutos, mientras que en 2021 terminó segundo detrás de Stéphane Peterhansel, de la misma marca.
En 2022 y 2023, Al-Attiyah obtuvo la victoria en el Rally Dakar con su Toyota GR DKR Hilux, liderando la totalidad de la prueba en la primera de ellas y venciendo por más de una hora en la segunda, siendo Sebastien Loeb (BRX) el segundo en ambas.

### Campeonato Mundial de Rally Cross Country
Al-Attiyah ganó el Campeonato Mundial de Rally Cross Country 2008 con un BMW de X-Raid, logrando victorias en Emiratos Árabes y la Baja Aragón junto a la copiloto Tina Thörner.
En 2014, corrió con un Mini en el Campeonato Mundial de Rally Cross Country. Triunfó en Catar, Marruecos, Libia y la Baja Hungría, y fue segundo en el Rally de los Faraones y Portugal, por lo que resultó subcampeón por detrás de Vladimir Vasilyev.
En 2015, triunfó con Mini en el Rally de los Faraones, Catar, Baja Italia, Baja Hungría y Marruecos, por lo que logró su segundo campeonato mundial.
En 2016, 2017 y 2021 ganó su tercer, cuarto y quinto campeonato mundial, respectivamente. Todos con Toyota.

### Campeonato de Oriente Medio de Rally
Al-Attiyah obtuvo diecinueve títulos en el Campeonato de Oriente Medio de Rally de 2003, 2005-2009 y 2011-2023. Corrió con un Subaru Impreza hasta 2009, y un Ford Fiesta a partir de 2010.
Ha logrado 81 victorias en el certamen, incluyendo siete en el Rally de Chipre, trece en el Rally de Jordania, catorce en Catar, once en Dubái y ocho en Troödos.

### Campeonato Mundial de Rally Raid
Al-Attiyah ha ganado tres ediciones del Campeonato Mundial de Rally Raid (W2RC) nacido en 2022. En 2022 ganó con una victoria en cuatro pruebas, siendo el ganador del Rally Dakar y finalizando en podio en Marruecos y Andalucía. Al año siguiente, ganó tres de las cinco pruebas: Dakar, Sonora y Desafío Ruta 40. En 2024 de nuevo ganó tres de las cinco pruebas para alzarse con el campeonato; en este caso fueron: Abu Dhabi Desert Challenge, Rally de Portugal y Rally de Marruecos.

### Juegos Olímpicos de Londres 2012
El 31 de julio de 2012 en los Juegos Olímpicos de Londres logró la medalla de bronce al sumar 144 puntos en skeet, modalidad que consiste en tiro al plato.

## Resultados

### Campeonato Mundial de Rally
| Año  | Equipo                 | Automóvil                 | 1       | 2       | 3       | 4      | 5       | 6       | 7      | 8     | 9      | 10      | 11  | 12      | 13     |     | Puntos |
| ---- | ---------------------- | ------------------------- | ------- | ------- | ------- | ------ | ------- | ------- | ------ | ----- | ------ | ------- | --- | ------- | ------ | --- | ------ |
| 2004 | Nasser Al-Attiyah      | Subaru Impreza WRX STi    | SWE 32  | MEX Ret | NZL 20  | ARG 14 | FRA 22  | AUS 13  |        |       |        |         |     |         |        | NC  | 0      |
| 2005 | Nasser Al-Attiyah      | Subaru Impreza WRX STi    | NZL 16  | CYP 18  | TUR 16  | ARG 17 | GBR 21  | AUS 13  |        |       |        |         |     |         |        | NC  | 0      |
| 2006 | QMMF                   | Subaru Impreza WRX Spec C | MON 30  | MEX 10  | ARG 15  | GRE 17 | CYP 19  | NZL 26  |        |       |        |         |     |         |        | NC  | 0      |
| 2007 | QMMF                   | Subaru Impreza WRX Spec C | SWE 27  | MEX Ret | ARG Ret | GRE 19 | IRE 17  |         |        |       |        |         |     |         |        | NC  | 0      |
| 2008 | QMMF                   | Subaru Impreza WRX STi    | SWE 40  | ARG Ret | GRE Ret |        |         |         |        |       |        |         |     |         |        | NC  | 0      |
| 2008 | QMMF                   | Subaru Impreza STi N14    |         |         |         | TUR 23 | GBR Ret |         |        |       |        |         |     |         |        | NC  | 0      |
| 2009 | Autotek                | Subaru Impreza STi N14    | CYP 11  |         |         |        |         |         |        |       |        |         |     |         |        | 18º | 1      |
| 2009 | Barwa Rally Team       | Subaru Impreza STi N14    |         | POR 16  | ARG 8   | ITA 9  | GRE DSQ | GBR Ret |        |       |        |         |     |         |        | 18º | 1      |
| 2010 | Barwa Rally Team       | Škoda Fabia S2000         | MEX Ret | JOR 18  | NZL 13  |        |         |         |        |       |        |         |     |         |        | NC  | 0      |
| 2010 | Barwa Rally Team       | Ford Fiesta S2000         |         |         |         | POR 25 | FIN 29  |         |        |       |        |         |     |         |        | NC  | 0      |
| 2011 | Barwa Rally Team       | Ford Fiesta S2000         | MEX DSQ | JOR Ret | ITA 11  | GRE 16 | DEU 16  | FRA Ret | ESP 11 |       |        |         |     |         |        | NC  | 0      |
| 2012 | Qatar World Rally Team | Citroën DS3 WRC           | SWE 21  | MEX 6   | POR 4   | ARG 9  | GRE Ret | NZL     | FIN    | GER 8 | GBR 10 | FRA Ret | ITA | ESP     |        | 12º | 28     |
| 2013 | Qatar World Rally Team | Ford Fiesta RS WRC        | MON     | SWE DNS | MEX 5   | POR 5  | ARG     | GRE 5   | ITA    | FIN   | DEU 13 | AUS     | FRA | ESP Ret | GBR    | 11º | 30     |
| 2014 | Nasser Al-Attiyah      | Ford Fiesta RRC           | MON     | SWE     | MEX     | POR 9  | ARG 10  | ITA Ret | POL    | FIN   | DEU 17 | AUS 11  | FRA | ESP 10  | GBR 17 | 22º | 4      |

### Rally Dakar
| Año     | Clase  | Vehículo   | Navegante         | Posición | Victorias en etapa |
| ------- | ------ | ---------- | ----------------- | -------- | ------------------ |
| 2004    | Coches | Mitsubishi | Marc Bartholome   | 10.º     | -                  |
| 2005    | Coches | BMW        | Alain Guehennec   | Ret.     | -                  |
| 2006    | Coches | BMW        | Alain Guehennec   | Ret.     | -                  |
| 2007    | Coches | BMW        | Alain Guehennec   | 6.º      | 1                  |
| 2009    | Coches | BMW        | Tina Thörner      | Ret.     | 2                  |
| 2010    | Coches | Volkswagen | Timo Gottschalk   | 2.º      | 4                  |
| 2011    | Coches | Volkswagen | Timo Gottschalk   | 1.º      | 4                  |
| 2012    | Coches | Hummer     | Lucas Cruz        | Ret.     | 2                  |
| 2013    | Coches | Jefferies  | Lucas Cruz        | Ret.     | 3                  |
| 2014    | Coches | Mini       | Lucas Cruz        | 3.º      | 2                  |
| 2015    | Coches | Mini       | Mathieu Baumel    | 1.º      | 5                  |
| 2016    | Coches | Mini       | Mathieu Baumel    | 2.º      | 2                  |
| 2017    | Coches | Toyota     | Mathieu Baumel    | Ret.     | 1                  |
| 2018    | Coches | Toyota     | Mathieu Baumel    | 2.º      | 4                  |
| 2019    | Coches | Toyota     | Mathieu Baumel    | 1.º      | 3                  |
| 2020    | Coches | Toyota     | Mathieu Baumel    | 2.º      | 1                  |
| 2021    | Coches | Toyota     | Mathieu Baumel    | 2.º      | 5                  |
| 2022    | Coches | Toyota     | Mathieu Baumel    | 1.º      | 3                  |
| 2023    | Coches | Toyota     | Mathieu Baumel    | 1.º      | 3                  |
| 2024    | Coches | Prodrive   | Mathieu Baumel    | Ret.     | 1                  |
| 2025    | Coches | Dacia      | Édouard Boulanger | 4.º      | 1                  |
| Fuente: |        |            |                   |          |                    |

### Campeonato Mundial de Rally Raid (FIA)
| Año     | Clase  | Categoría | Vehículo | Posición | Puntaje | Victorias                          |
| ------- | ------ | --------- | -------- | -------- | ------- | ---------------------------------- |
| 2022    | Coches | Ultimate  | Toyota   | 1.º      | 169     | 1 (Dakar)                          |
| 2023    | Coches | Ultimate  | Toyota   | 1.º      | 205     | 3 (Dakar, Ruta 40 y Sonora)        |
| 2024    | Coches | Ultimate  | Prodrive | 1.º      | 202     | 3 (Abu Dhabi, Marruecos, Portugal) |
| Fuente: |        |           |          |          |         |                                    |